# Arceuthobium monticola
Arceuthobium monticola é uma espécie de visco anão conhecido como visco anão de pinho branco ocidental. É endémica das Montanhas Klamath, no norte da Califórnia e no sul do Oregon, onde vive como parasita de pinheiros brancos ocidentais. Este é um arbusto acastanhado a avermelhado que é visível como uma rede de caules que se estendem acima da casca da sua árvore hospedeira. A maior parte do visco está localizada dentro da árvore hospedeira, ligada a ela via haustórios, que tocam na árvore em busca de água e nutrientes.